# Сремски Михаљевци
Сремски Михаљевци су насеље у Србији у општини Пећинци у Сремском округу. Према попису из 2022. било је 680 становника.
Овде се налазе Српска православна црква Светог Јована Богослова у Сремским Михаљевцима и Амбар са котобањом у Сремским Михаљевцима.

## Демографија
У насељу Сремски Михаљевци живи 698 пунолетних становника, а просечна старост становништва износи 41,6 година (39,5 код мушкараца и 43,8 код жена). У насељу има 250 домаћинстава, а просечан број чланова по домаћинству је 3,35.
Ово насеље је великим делом насељено Србима (према попису из 2002. године).
|  |

| Демографија | Демографија | Демографија |
| Година      | Становника  | Становника  |
| ----------- | ----------- | ----------- |
| 1948.       | 1.044       |             |
| 1953.       | 1.008       |             |
| 1961.       | 1.027       |             |
| 1971.       | 865         |             |
| 1981.       | 837         |             |
| 1991.       | 862         | 862         |
| 2002.       | 837         | 844         |

| Етнички састав према попису из 2002.‍ | Етнички састав према попису из 2002.‍ | Етнички састав према попису из 2002.‍ | Етнички састав према попису из 2002.‍ | Етнички састав према попису из 2002.‍ |
| ------------------------------------ | ------------------------------------ | ------------------------------------ | ------------------------------------ | ------------------------------------ |
|                                      |                                      |                                      |                                      |                                      |
| Срби                                 | Срби                                 |                                      | 792                                  | 94,62%                               |
| Роми                                 | Роми                                 |                                      | 16                                   | 1,91%                                |
| Југословени                          | Југословени                          |                                      | 3                                    | 0,35%                                |
| Хрвати                               | Хрвати                               |                                      | 1                                    | 0,11%                                |
| Украјинци                            | Украјинци                            |                                      | 1                                    | 0,11%                                |
| Румуни                               | Румуни                               |                                      | 1                                    | 0,11%                                |
| непознато                            | непознато                            |                                      | 15                                   | 1,79%                                |

| Година пописа     | 1948. | 1953. | 1961. | 1971. | 1981. | 1991. | 2002. |
| ----------------- | ----- | ----- | ----- | ----- | ----- | ----- | ----- |
| Број домаћинстава | 237   | 241   | 254   | 224   | 232   | 224   | 250   |

| Број чланова      | 1  | 2  | 3  | 4  | 5  | 6  | 7 | 8 | 9 | 10 и више | Просек |
| ----------------- | -- | -- | -- | -- | -- | -- | - | - | - | --------- | ------ |
| Број домаћинстава | 37 | 53 | 48 | 45 | 37 | 25 | 5 | 0 | 0 | 0         | 3,35   |

| Пол    | Укупно | Неожењен/Неудата | Ожењен/Удата | Удовац/Удовица | Разведен/Разведена | Непознато |
| ------ | ------ | ---------------- | ------------ | -------------- | ------------------ | --------- |
| Мушки  | 367    | 116              | 225          | 15             | 9                  | 2         |
| Женски | 368    | 70               | 223          | 72             | 2                  | 1         |
| УКУПНО | 735    | 186              | 448          | 87             | 11                 | 3         |

| Пол    | Укупно                    | Пољопривреда, лов и шумарство | Рибарство                            | Вађење руде и камена | Прерађивачка индустрија       |
| ------ | ------------------------- | ----------------------------- | ------------------------------------ | -------------------- | ----------------------------- |
| Мушки  | 214                       | 145                           | 0                                    | 0                    | 26                            |
| Женски | 138                       | 87                            | 0                                    | 0                    | 5                             |
| УКУПНО | 352                       | 232                           | 0                                    | 0                    | 31                            |
| Пол    | Производња и снабдевање   | Грађевинарство                | Трговина                             | Хотели и ресторани   | Саобраћај, складиштење и везе |
| Мушки  | 1                         | 0                             | 6                                    | 10                   | 11                            |
| Женски | 1                         | 0                             | 10                                   | 0                    | 3                             |
| УКУПНО | 2                         | 0                             | 16                                   | 10                   | 14                            |
| Пол    | Финансијско посредовање   | Некретнине                    | Државна управа и одбрана             | Образовање           | Здравствени и социјални рад   |
| Мушки  | 0                         | 2                             | 4                                    | 2                    | 0                             |
| Женски | 1                         | 4                             | 2                                    | 2                    | 21                            |
| УКУПНО | 1                         | 6                             | 6                                    | 4                    | 21                            |
| Пол    | Остале услужне активности | Приватна домаћинства          | Екстериторијалне организације и тела | Непознато            | Непознато                     |
| Мушки  | 2                         | 0                             | 0                                    | 5                    | 5                             |
| Женски | 0                         | 0                             | 0                                    | 2                    | 2                             |
| УКУПНО | 2                         | 0                             | 0                                    | 7                    | 7                             |

## Галерија
- Поглед на село
- Црква Св. Јована
- Црква Св. Јована
- Поглед на село
- Поглед на село
- Пошта
- Поглед на село
- Зграда поште и амбуланте
- Споменик у центру села
- Основна школа „Душан Јерковић Уча“ и зграда месне канцеларије
- Основна школа „Душан Јерковић Уча“ и зграда месне канцеларије